# Cegielnia Ratowska
Cegielnia Ratowska – wieś sołecka w Polsce położona w województwie mazowieckim, w powiecie mławskim, w gminie Radzanów.
Wierni Kościoła rzymskokatolickiego należą do parafii św. Rocha w Radzanowie.